# 1美元金币
1美元金币（英語：或）是美国铸币局1849至1889年间常规生产的一美元面额金币。金币先后有过三种设计，均是铸币局首席雕刻师詹姆斯·巴顿·朗埃克的作品。从直径来看，一类1美元金币也是历史上最小的美国硬币。
19世纪30至40年代间，国会多次出现授权发行1美元金币的提议，但起初一直未获通过。加利福尼亞淘金潮令黄金供应量大幅提升后，国会终于付诸行动，于1849年授权发行1美元金币。最初几年里，由于大量银币被囤积或出口，因此金币面世后很快就在商务流通中有了一席之地。1853年，国会通过法案要求降低新银币中的含银量，银币于是重新开始流通，1美元金币变得难得一见，此后爆发的南北战争更是引起经济动荡，令几乎所有联邦硬币都从流通中消失。
1879年后，黄金才在全美大部分地区恢复流通，并且1美元金币的流通率再也没有恢复到发行初期的程度。最后几年里，1美元金币每年的发行量都很小，导致许多都被投机者囤居，还有部分金币直接嵌入珠宝。1889年是铸币局生产1美元常规发行金币的最后一年，国会于1890年中止授权。

## 背景
1791年，美国财政部长亚历山大·汉密尔顿提出建立铸币局和钱币制造体系，给予黄金和白银两种贵金属法定货币地位，使用两种金属分别打造1美元面额硬币。国会只遵从汉密尔顿的部分建议，授权发布银元，但没有同意发行1美元金币。
1831年，北卡罗莱纳州居民克里斯托弗·贝奇勒（Christopher Bechtler）开办的私营铸币厂中铸造出首枚1美元金币。北卡罗莱纳州和乔治亚州的山区是当时美国黄金的主要产地，贝奇勒发行的1美元及更小面额金币也在这些地区流通，有些还会到达更远的地方。克里斯托弗的儿子奥古斯特·贝奇勒（August Bechtler）之后还生产出更多1美元硬币。
贝奇勒的私人硬币出产后不久，财政部长利瓦伊·伍德伯里开始倡导由美国铸币局生产1美元面额金币，但铸币局局长罗伯特·帕特森（Robert M. Patterson）反对他的建议。总统安德鲁·杰克逊接受伍德伯里的建议要求制作图案币。帕特森于是安排铸币局次席雕刻师克里斯蒂安·戈布雷希特（Christian Gobrecht）中断新银元的设计工作，开始为1美元金币设计图案币。戈布雷希特的设计中一面是光线围绕的自由帽，另一面则是圆环围绕的棕榈枝，还刻有面额、年份和国名。
国会开始考虑修改立法，将1美元金币纳入授权面额，新法案即是之后的《1837年铸币法案》。费城报纸《公共纪事报》（Public Ledger）于1836年12月表示支持发行1美元金币，称这将成为最小的金币，为人们带来方便，其重要地位无论银币还是纸币都不能取代。但在铸币局局长帕特森到国会委员会作证后，法案中授权发行1美元金币的条款最终取消。

## 构想
1844年1月，众议院筹款委员会主席、北卡罗莱纳州联邦众议员詹姆斯·艾弗·麦凯（James Iver McKay）就1美元金币征求帕特森局长的意见。帕特森安排戈布雷希特制作出更多图案币向委员会展示，并且再度反对铸造这么一种直径仅有13毫米的硬币。他还告诉财政部长约翰·坎菲尔德·斯潘塞，商务流通中这么小的金币只有西班牙和哥伦比亚的半埃斯库多面额，而且这种金币不得人心，已经停产20余年。委员会得知后决定暂时搁置金币发行，到1846年再度出现发行1美元金币的提议时，麦凯的委员会表态反对。
早在1848年以前，流入美国铸币局制成硬币的黄金数量就已创下新纪录，但随着加利福尼亚淘金潮爆发，这一数量又出现大幅增长。1美元面额金币的市场需求再度出现，一同出现的还有对更高面额金币的需求，当时美国金币的最高面额为10美元（鹰扬金币）。1849年1月，麦凯经委员会提出法案，建议发行1美元金币。他的提议引起媒体热议，其中一家报纸在报道中建议发行环形金币，即在中间加入圆孔，以求增大硬币直径。麦凯还修改法案，加入发行20美元面额双鹰金币的提议，并致信帕特森征询意见。帕特森在回信中表示，环形金币的路子走不通，还有另一项在银币中掺入黄金制成新币的建议也不切实际。不过，继任戈布雷希特首席雕刻师职务的詹姆斯·巴顿·朗埃克还是备有多种图案币，其中就有一些在中间带有方形的孔。
1849年2月1日，参议院财政委员会主席、新罕布什尔州民主党联邦参议员查尔斯·阿瑟顿（Charles Atherton）在参议院提出授权发布1美元和双鹰金币的法案。同样是民主党人的麦凯则于2月20日在众议院提出，针对法案的辩论也从这天开始。在众议院占少数的辉格党议员认为1美元金币尺寸太小，可能会被伪造，或是在光线不好的情况下被误认为尺寸接近的5美分硬币。麦凯没有对此做实质性回应，而是称如果没有任何人需要这些面额，那么就不会有这样的市场需求反馈到铸币局，而且也不会生产。宾夕法尼亚州辉格党联邦众议员约瑟夫·英格索尔（Joseph Ingersoll）发言反对法案，指出帕特森之前一直反对发行这种新面额，而且此前每次对这个议题的探讨都是以搁置告终。马萨诸塞州辉格党议员查尔斯·哈德逊（Charles Hudson）宣称，帕特森曾将一枚真正的1美元金币和一枚伪造金币一起寄到他所在的委员会，结果大多数委员都看不出两者有什么区别。麦凯同样没有对这些意见给出答复，但纽约州议员亨利·尼科尔（Henry Nicoll）向其他议员保证，硬币伪造的问题存在严重夸大。他强调，问题的关键在于公众需要1美元和双鹰金币，而且有些小型社区不接受纸币，因此发行1美元金币也有助于这些地方的现金流通。康涅狄格州辉格党议员约翰··罗克韦尔（John A. Rockwell）提议将法案搁置，但众议院没有接受他的建议，法案随即轻易通过，在参议院也只有极少数议员反对，最终于1849年3月3日生效成为法律。

## 准备

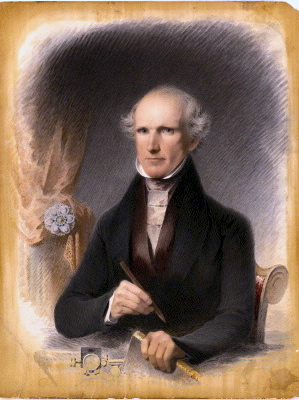
詹姆斯·巴顿·朗埃克的自画像（1845年）

费城铸币局包括首席铸币员富兰克林·皮尔在内的大部分官员都是局长帕特森的朋友或亲属，但首席雕刻师詹姆斯·巴顿·朗埃克是个例外。1844年戈布雷希特去世后，曾从事铜板雕刻工作的朗埃克在南卡罗莱纳州联邦参议员约翰·卡德威尔·卡尔霍恩的政治影响下获得任命，进入铸币局工作。
1849年初，朗埃克开始在没有任何人协助的情况下独自设计两种新面额硬币。朗埃克在次年记载，某位铸币局工作人员告诉他，有一名官员（无疑是皮尔）计划将硬币设计和模具准备工作都在铸币局以外完成，以此来降低首席雕刻师职位的威信。为此，朗埃克在授权法案成为法律后告知帕特森，自己已经做好开始设计1美元金币的准备。帕特森同意雕刻师继续，并在看过硬币正面的头像模型后授权朗埃克准备金属模具。朗埃克对此写道：
模具雕刻的工作过程很不寻常，需要密集且不间断地工作数周。我做了原版模具和出币毂，制币模具做了两遍，确保能完美适应压制机的需要。我希望能独立完成这些工作，做为对那些质疑我工作能力的人的答复。我相信，最终的结果也令人满意。

## 原有设计

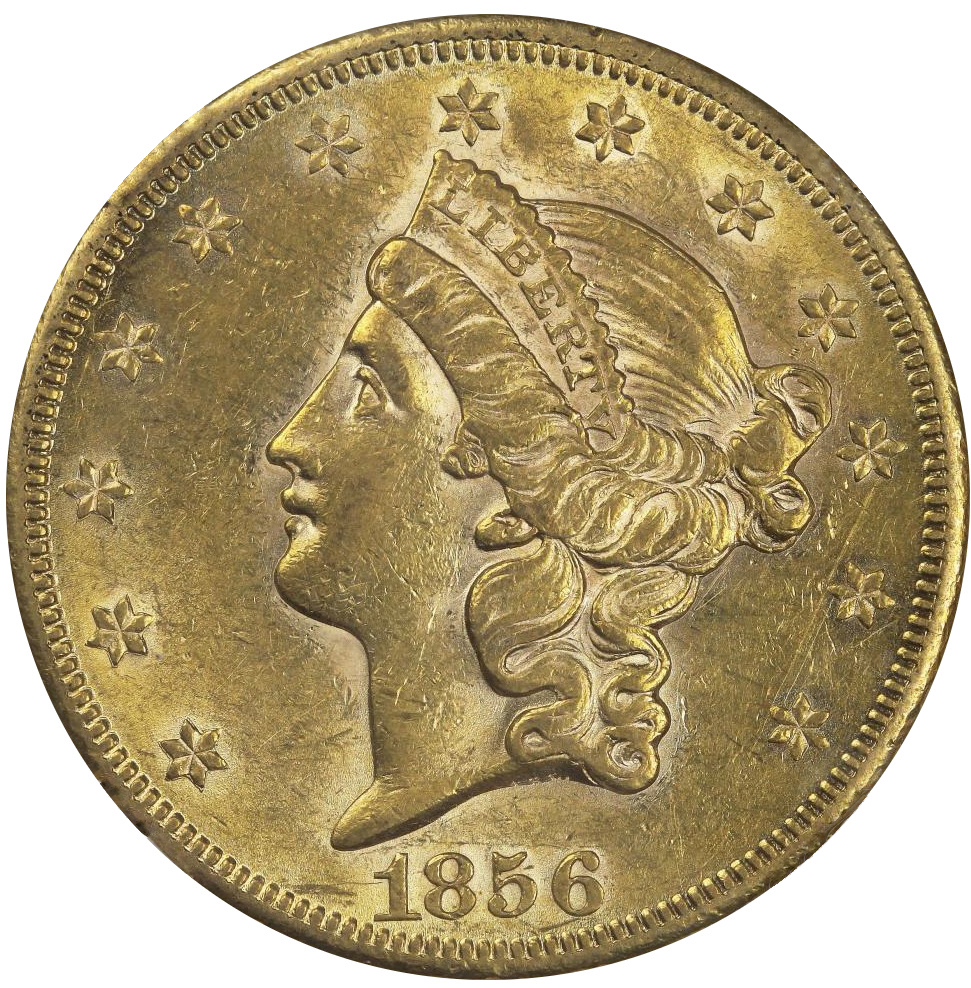
一类1美元金币上的自由女神头像和朗埃克设计的自由女神头像双鹰金币相似

一类1美元金币上刻有自由女神的头像，面朝硬币左侧，头上还戴着刻有（“自由”）字样的王冠。她的头发以发髻束起，硬币周围则有13颗六角星围绕，代表美国最初的13个州。硬币背面刻有面额和年份，再由花环围绕，边缘附近还有（“美利坚合众国”）字样。
一类设计面世后获得普遍好评。《纽约论坛周报》（New York Weekly Tribune）于1849年5月19日发文，称新币“无疑是这个国家尺寸最小、重量最轻，并且也最整齐利落的硬币……它实在是太精致和美观，让人舍不得拿来购买土豆、酸菜或是咸猪肉。奥布伦可能曾用这种硬币从恶作剧的小妖精那里购买盛开的鲜花来迷惑仙后泰坦尼亚”。《威利斯的纸币清单》（Willis' Bank Note List）认为，这些硬币“基本上没有可能进入流通，因为它们实在太小了”。《北卡罗莱纳标准报》（North Carolina Standard）表示希望这些硬币在夏洛特铸币局生产并在该州流通，以解决州外流入的小面额纸币产生的问题。钱币交易商兼钱币学作家昆汀·戴维·鲍尔斯（Q. David Bowers）指出，一类金币上的自由女神头像其实就是双鹰金币的缩小版本，而且“保存完好的1美元金币可谓美不胜收”。

## 修改
根据铸币局文献记载，首枚1美元金币于1849年5月7日生产，但朗埃克在日记中记录的却是5月8日。铸币局在投产第1天一共生产了1000枚流通用币，另有少量精制币。由于朗埃克仍在对设计做出微调，费城铸币局1849年生产的1美元金币已知共有5大品种存在。朗埃克在费城铸币局的雕刻部门还将制币模具刻好铸币标记后发到北卡罗莱纳州的夏洛特铸币局、乔治亚州的达洛尼加铸币局，以及路易斯安那州的新奥尔良铸币局，这些分局生产的金币同费城铸币局的某些品种类似，具体要看模具的生产时间。1849年在各地分局生产的1美元金币中，只有夏洛特分局出产的（1849-类）存在多个品种，其中大部分为人称“闭合式花环”的品种。已知尚存的1849-类“开放式花环”品种金币仅有5枚，其中据信成色最好的一枚于2004年经拍卖以69万美元价格成交，截至2013年，这仍是1美元金币的最高成交纪录。硬币设计的其中一项微调是在自由女神颈部末端加入雕刻师的姓氏首字母，这也成为历史上首次在准备大规模生产的美国硬币上加入设计师姓名的首字母缩写。1850年起开始发行的1美元金币均为“闭合式花环”品种，金币还于1854年开始在新成立的旧金山铸币局投产。
加利福尼亚淘金潮不断产出的黄金令白银相对黄金的价格上涨，美国银币从1849年开始流向海外熔融，并且外流速度还在接下来几年里随银价持续上涨而不断加快。到1853年时，1000美元银币中含有的白银价格就达到1042美元。银币消失后，1美元金币成为市场流通中从分币到2.5美元面额的四分之一鹰金币之间仅有的联邦硬币，因此这段时间的金币产量很高，流通范围也非常广泛。据鲍尔斯的著作记载，“1850至1853年是1美元金币产量最高的年份，日常交易中的半美元和银元被这种小尺寸金币取代，堪称这种面额的光辉时代。”1853年，国会通过法案降低大部分新铸银元的含银量，以便新银币进入流通，1美元金币的“光辉时代”至此结束。
早在1851年时，纽约州联邦众议员威廉·杜尔（William Duer）就曾指控帕特森有意将1美元金币做得太小，故意招惹非议。已在局长位置上干了16年的帕特森于这年退休，乔治·埃克特（George N. Eckert）继任，并安排制作了环状1美元和半美元金币的图案币。根据《公共纪事报》报道，1美元金币不会制成环形，但半美元金币会在中间加上孔洞，以满足面额及设计变更的需要。民主党人富兰克林·皮尔斯入主白宫后，托马斯·佩蒂特（Thomas M. Pettit）于1853年3月31日继任铸币局局长职务。同年4月，财政部长詹姆斯·格思里致信佩蒂特，称1美元金币实在太小，容易丢失或是同尺寸接近的小面额银币混淆，引起民众不满，然后询问铸币局之前试制的环形金币情况如何。佩蒂特在回复中称，试制金币的报告都没有保留下来，但在信中附有一枚尺寸相同的银币。他还表示，虽然生产环形金币还存在技术上的困难，但都是可以克服的。佩蒂特还在5月10日签署的信中提议制作椭圆形的带孔硬币或多角形硬币，以求减少生产过程中的困难。5月31日，佩蒂特突然去世，格思里于是在6月7日要求继任局长职位的詹姆斯·罗斯·斯诺登（James Ross Snowden）关注硬币设计进展。由于法律规定美国硬币上必须带有某种象征自由的符号，因此格思里希望能有艺术家找到在环形硬币上加入这类符号的方法。
1853年2月21日通过的法案不但降低了多种银币的含银量，还授权发行3美元金币，这种金币于1854年投产。为了确保新版金币不会同原有各种金币混淆，不但其尺寸比通常的金币更大，而且厚度也更薄，朗埃克还为硬币设计了独特的印第安公主形象。朗埃克将新币的设计和技巧融入1美元金币的新设计，厚度的降低也令金币尺寸加大。朗埃克设计的印第安公主经调整应用到尺寸加大的1美元金币正面，背面设计基本不变，仍然是农作物组成的花环。国会早在1852年时都曾提议用这种方法加大1美元金币的尺寸，之后又有佩蒂特的倡导，但因格思里一直希望制作环形硬币而迟迟未能实现。1854年5月，斯诺登致信格思里，告知生产环形硬币存在技术困难，特别是硬币无法顺利从压制机中弹出这一严重问题。
更大更薄的1美元金币之后人称“二类1美元金币”，但事实证明，这一版本仍然存在显著缺陷，因为铸币局在生产过程中难以令硬币上的所有图案细节完全成型。这种问题的出现主要是因为设计的浮雕太高，位于南部的3家铸币分区遭遇的困难尤为明显。许多二类金币很快就变得太过模糊、无法辩论，只能送回费城熔融重铸。现存大部分二类金币样本所刻年份的“85”两个数字都存在一定程度的模糊状况。1854出产的所有的二类1美元金币都是在费城生产，1855年，费城和南方3家铸币分局都有生产，旧金山铸币局则在1856年生产，这时铸币局已经决定再度更换设计。为了解决前述问题，朗埃克将正面的自由女神头像放大，变成3美元金币的缩小版，再将正面的刻字朝边缘靠拢。经过这样的调整，三类1美元金币的设计图案清晰度有大幅提升，以至早期的钱币学者以为硬币背面也做了修改，但二类和三类金币的背面实际上是一模一样的。

### 二类和三类金币的设计
二类和三类1美元金币将自由女神描绘为美洲原住民公主，不过她头上的羽毛头饰与任何印第安部落都不像。这一形象很大程度上源自朗埃克设计的3美元金币，也是朗埃克根据费城博物馆当时展示的雕像《蹲伏的维纳斯》（Crouching Venus）设计的多个版本自由女神形象之一。硬币背面同样采用3美元金币背面的“农产品花环”，融合美国南部和北部的4种农作物：玉米、烟草、棉花和小麦。这种花环之后还会在19世纪50年代的飞鹰1美分硬币上采用。
艺术史学家科尼利厄斯·弗缪尔（Cornelius Vermeule）对二类、三类1美元金币和3美元金币的正面人物形象不以为然：“金币上的公主就像19世纪50年代纸币雕刻师（创作）的优雅版民间艺术。这些羽毛看起来与其说是来自西部边疆，倒不如说更像是威尔士亲王的王冠，（上面的人物）或许是某个音乐厅的漂亮歌女。”

## 战争时期
1美元金币在19世纪50年代末继续生产，但产量同1850至1854年间的每年至少200万枚相比已有显著下降。1860年出产的这种金币仅有5万1000枚，其中超过三分之二是在费城生产，1566枚是在达洛尼加铸造，另外不到三分之一则在旧金山打造。这其中达洛尼加版已知现存的仅有100枚，是该局生产的所有年份1美元金币中最稀有的一种。

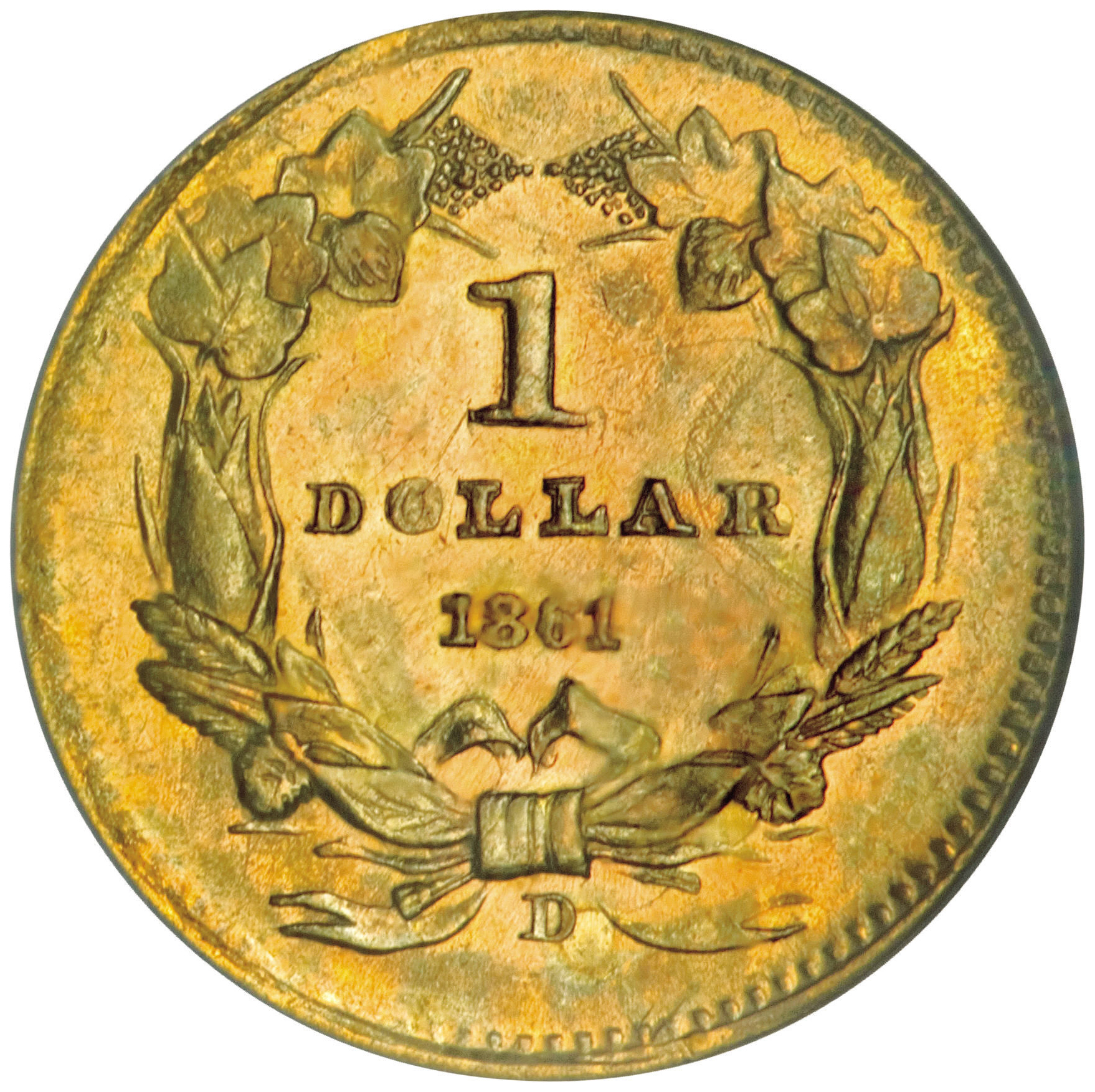
1861-D版1美元金币

1861-版的产量估计仅有1000枚，确认尚存的可能只有45到60枚，也是1美元金币中非常罕见的品类。1860年12月10日，两套模具从费城经船运发往达洛尼加，于1861年1月7日抵达，仅两周后，乔治亚州就经投票决定退出联邦，南北战争也很快开始。根据州长约瑟夫·布朗（Joseph E. Brown）的命令，州民兵占领铸币局，此后这里还生产了少量1美元和2.5美元金币，但具体数量和生产时间的文献纪录都没有保存下来。由于当时所有铸币分局的模具都是由费城铸币局提供，同时模具总会有开裂报废的时候，因此不可能一直生产下去。1861年1月，达洛尼加铸币局尚存的硬币和物资均上缴到美利坚联盟国国库。面值共计6美元的金币另行放置等待检验。根据往年的惯例，这些金币会送至费城，在来年美国化验委员会的年度会议上检验。但随着战争爆发，这些硬币被送到邦联最初的首都，阿拉巴马州的蒙哥马利，但是这些金币送抵当地之后的情况及最终命运均已不得而知。1861-版的稀有程度，加上同邦联之间的关联，都令这一版本变得特别珍贵。
和南方的另外两家分局一样，达洛尼加铸币局也在1861年遇袭后关闭，除新奥尔良铸币局于1879年重新开放并恢复生产到1909年外，达洛尼加和夏洛特分局从此成为历史。1861年后，新奥尔良铸币局没有再出产过1美元金币，旧金山铸币局也只在1870年生产过，其余1美元金币均是在费城铸造。
内战的爆发还动摇了北方联邦公众的信心，许多居民开始囤积包括金币、银币在内的各种硬币。1861年12月，银行和联邦财政部都停止以面值向外支付黄金。到1862年中期，全国大部分地区的商务流通中已经基本见不到联邦硬币的踪影，连贱金属制成的分币也不例外。仅有的例外是美国最西部，这里绝大多数地区只接受黄金和白银结算，纸币即便能够使用，也须按面额打折。为了满足市场交易和战争融资需要，联邦政府开始发行绿钞，除最西部以外，美国其他地区的居民只能使用绿钞从银行、交易代理商和财政部购买黄金，并且价值也要高得多。

## 最后几年，废止及收藏
战争结束后的许多年里，美国仅有西海岸仍有黄金流通，在此期间，美国生产的大部分金币都是用于出口的双鹰金币。受此影响，1美元金币在1862年的产量虽然还有136万1355枚（这也是该金币年产量最后一次超过100万枚），但1863年就急剧下滑到6200枚，并且此后多年里除1873和1874年略有提升外，其它每年产量都很低。为了避免国会授权的硬币停产，铸币局采用特别抛光的模具生产精制币（通常只会有数十枚在钱币学界流通），同时也生产足够数量的流通币，确保精制币不致过于罕见。1873至1874年，政府将老旧或磨损的1美元金币熔融重铸，因此这两年的产量有显著提高。重铸金币主要是因为政府预计1875年恢复硬币法案通过后，硬币支付功能将全面恢复，但这一预期一直拖到1878年末才变成现实。硬币再度以面值流通后，之前被囤积的银币大量流入市场，铸币局也新铸了许多银币，令1美元金币在商务流通中没有容身之所。政府本来希望恢复硬币支付功能后，小额金币会重新进入市场流通，但实际情况并非如此。公众虽然可以用纸币交换金币，但由于纸币在日常交易中更加方便，所以其地位并没有被金币取代。
19世纪70至80年代，产量很低的1美元金币引起公众更大的兴趣。钱币收藏成为更加大众化的爱好，多位钱币学家将1美元金币积蓄起来，希望能看到它们升值。在此期间，铸币局很可能通过部分关系较好的费城钱币交易商来生产并销售硬币，不过人们还是可以按1.25美元单价从费城铸币局的出纳窗口购买精制币，也可以加价在银行购买流通币。1美元金币在珠宝行业中也很流行，嵌在多种饰品中一起销售。这些珠宝有许多都是在大清国和日本制造，所以金币也是先出口到这些国家。金币在珠宝制作过程中极易受损，所以铸币局不愿将之向该行业出售，也尽了最大努力阻止他人销售，但总体收效甚微，铸币局官员确信每年的金币都有大部分为珠宝商所得。1884年，精制币产量突破1000枚，并且之后几年里都超过这个数字，具体销量可能有被珠宝商的代理人夸大，他们愿意每枚加付25美分来购买这些金币。1美元金币还取代已被废止的2.5美元金币，成为流行的节目礼物。
詹姆斯·波洛克（James Pollock）在1873递交的最后一份铸币局局长年度工作报告中建议，只为特别提出要求的储户制作1美元金币：“1美元金币并不是使用方便的硬币，其尺寸太小，而且比尺寸较大的硬币更易磨损”。波洛克之后的几位铸币局局长都建议废止1美元金币发行，詹姆斯·金博尔（James P. Kimball）在1889年离任前致信国会称，除了珠宝行业外，1美元金币基本上没有任何实用价值。新任局长爱德华·利奇（Edward O. Leech）也于同年递交报告，称1美元金币“尺寸太小，不适合流通……几乎只能作为装饰品使用”。1889年也是铸币局生产1美元金币的最后1年，1890年9月26日，国会通过新法案废除1美元、3美元金币和3美分镍币。
1美元金币的总产量为1949万9337枚，其中1822万3438枚是在费城生产，100万4000枚在新奥尔良，10万9138枚在夏洛特，9万零232枚在旧金山，7万2529枚在达洛尼加。根据《钱币学家》（The Numismatist）杂志1899年2月刊登的广告，1美元金币在生日礼物和珠宝行业仍然有市场需求，单价为1.8美元。1905年，该杂志刊发消息称，有人在某银行存入100枚金币，当时接待的柜员知道这种硬币的价值，所以按每枚1.6美元的数额记入顾客账户。1908年，有交易商提出愿以2美元单价收购任意数量的1美元金币。20世纪初，硬币收藏成为普遍的消遣，1美元金币从此成为追捧的对象并持续至今。根据理查德·约曼（Richard S. Yeoman）2014年版的《美国钱币指南手册》（A Guide Book of United States Coins），1美元金币中价格最平的是1849至1853年费城出产的一类，成色只需在谢尔顿硬币分级标准中达到“-20”或（意为“很好”）就能卖到300美元；如果是1854至1855年间出产的同等成色二类金币，估计可以卖到350美元，是同等成色1美元金币中最有价值的品种；其它品类、年份的同成色1美元金币价值都在300美元左右。

### 引注
1. ↑  Taxay，第50頁.
2. ↑  Taxay，第66頁.
3. 1 2 3  Bowers 2011，第1頁.
4. ↑  Yeoman，第377–378頁.
5. ↑  Taxay，第200–201頁.
6. ↑  Taxay，第200頁.
7. ↑  Taxay，第201頁.
8. ↑  Bowers 2001，第77頁.
9. 1 2  Taxay，第203頁.
10. ↑  Bowers 2011，第3頁.
11. 1 2  Taxay，第204頁.
12. ↑  Taxay，第205–206頁.
13. ↑  Bowers 2006，第56頁.
14. 1 2  Taxay，第206頁.
15. ↑  Bowers 2004，第25頁.
16. ↑  Bowers 2011，第4–5頁.
17. 1 2  Bowers 2011，第5頁.
18. ↑  Bowers 2011，第viii頁.
19. 1 2  Breen，第476頁.
20. ↑  Bowers 2011，第4頁.
21. ↑  Bowers 2011，第62–75頁.
22. ↑  Yeoman，第427–428頁.
23. ↑  Bowers 2011，第63–64頁.
24. ↑  Snow，第223頁.
25. ↑  Yeoman，第240頁.
26. 1 2  Yeoman，第241頁.
27. ↑  Bowers 2011，第5–6頁.
28. ↑  Bowers 2011，第6頁.
29. ↑  Taxay，第209–210頁.
30. ↑  Taxay，第210–211頁.
31. 1 2  Taxay，第211頁.
32. 1 2 3  Breen，第479頁.
33. 1 2  Bowers 2011，第7頁.
34. 1 2  Vermeule，第55頁.
35. ↑  Yeoman，第241–242頁.
36. ↑  Bowers 2011，第170頁.
37. ↑  Bowers 2011，第176頁.
38. ↑  Breen，第482頁.
39. ↑  Bowers 2011，第13, 177頁.
40. ↑  Bowers 2011，第12–14頁.
41. 1 2 3  Yeoman，第242頁.
42. ↑  Taxay，第227, 231頁.
43. ↑  Bowers 2011，第7–8頁.
44. ↑  Bowers 2011，第7–9, 214, 222頁.
45. ↑  Bowers 2001，第90–91頁.
46. ↑  Bowers 2011，第8, 21頁.
47. ↑  Bowers 2011，第25頁.
48. ↑  Bowers 2011，第221頁.
49. 1 2  Bowers 2011，第9頁.
50. ↑  Taxay，第387–389頁.
51. ↑  Bowers 2011，第10頁.
52. ↑  Bowers 2011，第26頁.
53. ↑  Bowers 2011，第28–31頁.
54. ↑  Yeoman，第240–242頁.

### 文献
书籍：
- Bowers, Q. David. . Dallas, TX: Harry W. Bass, Jr. Foundation. 2001. ISBN 0-943161-88-6.
- Bowers, Q. David. . Atlanta, GA: Whitman Publishing. 2004. ISBN 978-0-7948-1784-8.
- Bowers, Q. David.  2nd. Atlanta, GA: Whitman Publishing. 2011. ISBN 978-0-7948-3241-4.
- Bowers, Q. David. . Atlanta, GA: Whitman Publishing. 2006. ISBN 0-7948-1921-4.
- Breen, Walter. . New York: Doubleday. 1988. ISBN 978-0-385-14207-6.
- Snow, Richard. . Atlanta. GA: Whitman Publishing. 2009. ISBN 978-0-7948-2831-8.
- Taxay, Don.  reprint of 1966. New York: Sanford J. Durst Numismatic Publications. 1983. ISBN 978-0-915262-68-7.
- Vermeule, Cornelius. . Cambridge, MA: The Belknap Press of Harvard University Press. 1971. ISBN 978-0-674-62840-3.
- Yeoman, R.S.  67th. Atlanta, GA: Whitman Publishing. 2013. ISBN 978-0-7948-4180-5.

| 前任： 坐姿自由女神银元 | 1美元硬币（1849至1889年） 同期还有： 坐姿自由女神银元（1849至1873年） 贸易银元（1873至1885年） 摩根银元（1878至1889年） | 繼任： 摩根银元 |